# Exhyalanthrax occiduus
Exhyalanthrax occiduus är en tvåvingeart som först beskrevs av Hesse 1956.  Exhyalanthrax occiduus ingår i släktet Exhyalanthrax och familjen svävflugor. Inga underarter finns listade i Catalogue of Life.